# Поедаемость растений
Поедаемость растений — одна из мер оценки кормовых свойств растений в животноводстве. На первой ступени исследования растений часто является более точным приёмом кормовой оценки растения, чем его оценка по содержанию основных химических веществ.
Поедаемость растений животными зависит от химического состава, анатомо-морфологических особенностей, вегетационного периода, почвы, сочетания на пастбище или в сене с другими растениями, а также от вида животного.

## Классификация
Наблюдения за поедаемостью растений принято оценивать по пятибалльной системе:
5. Отлично поедаемые. Поедаются в данных условиях и в первую очередь, обычно с жадностью.
4. Хорошо поедаемые. Поедаются всегда, но не выбираются из травостоя.
3. Удовлетворительно поедаемые. Поедаются всегда, но менее охотно, чем вышеуказанные растения.
2. Ниже удовлетворительного. Поедаются только после использования первых трёх групп.
1. Плохо поедаемые. Поедаются изредка.
0. Непоедаемые. Поедаются изредка.
При наблюдениях важно оценивать фазу вегетации растения и части, поедаемые животными. Растение, поедающееся удовлетворительно, но целиком, при кормовой оценке должно стоять выше, чем растение, у которого отлично поедаются только соцветия.

## Влияние фазы вегетации
Большинство представителей семейства злаковые, осоковые, большая часть бобовых охотно поедаются весной в молодом состоянии когда в них содержится много белка и относительно мало клетчатки. По мере старения растений поедаемость их падает. Нередко на пастбище в фазе цветения поедается только 50 % всей массы травостоя, тогда как в фазе кущения — начале колошения те же самые растения поедаются полностью. Некоторые растения с резким запахом и горьким вкусом охотно поедаются только осенью и зимой. Удовлетворительно или хорошо поедаются после заморозков ряд растений семейства лютиковых, ирисовых, маревых из-за уменьшения или полного исчезновения в них ядовитых алкалоидов и глюкозидов.

## Вид животного
Существует разница поедаемости в отношении разных видов животных. Крупный рогатый скот предпочитает обычно мягкие, влажные, кисловатые кормовые растения, а лошади — сухие, более жёсткие, опреснённые и душистые растения. Верблюды используют грубые, солеобильные, с резким запахом. Овцы и козы занимают промежуточное положение между лошадьми и верблюдами. Верблюды, овцы и козы хоть и предпочитают высокозольные, пахучие и колючие растения, но сощипывают прежде всего нежные их части.